# Bratmobile
Bratmobile fue un grupo influenciado principalmente por el indie pop, punk y surf. También fue una de las principales bandas que lideró el movimiento Riot Grrrl!. 

## Historia
En 1989 Allison Wolfe y Molly Newman se conocen en la universidad de Everdeen en Washington. La realidad era que no tenían una verdadera experiencia musical; Allison había tomado algunas clases de guitarra y Molly tenía una guitarra, pero no habían ensayado juntas, acumulando un gran total de menos cien horas de práctica. 
En la Universidad de Oregón, Estados Unidos; Allison Wolfe y Molly Newman, colaboraron en una revista llamada "Girl Germs", "los gérmenes de las chicas". La banda tocó su primer concierto en el Club de Surf del Norte de Olympia (Olympia's North Shore Surf Club), en el día de San Valentín, 1991, siendo tan sólo dos chicas tocando la guitarra, la batería y cantando. 
Bratmobile fue un movimiento musical que abordaba el punk desde un punto de vista feminista con letras divertidas y crudas que hablaban de temas como la violencia doméstica, el abuso sexual, el aborto etc y que nació como una respuesta al panoráma musical del momento. 

## Discografía

### Álbumes de estudio
- Pottymouth LP/CD/CS (Kill Rock Stars), 1993

- Ladies, Women and Girls CD/LP, (Lookout! Records), 2000
- Girls Get Busy CD/LP (Lookout! Records), 2002

### EPs
- The Real Janelle LPEP/CDEP (Kill Rock Stars), 1994

### Álbumes en vivo
- The Peel Session CDEP (Strange Fruit)

### Sencillos
- Kiss & Ride 7" (Homestead Records), 1992

### Álbumes Slipt
- Tiger Trap/ Bratmobile split 7" (4-Letter Words)
- Heavens to Betsy/ Bratmobile split 7" (K Records)

- Brainiac/ Bratmobile split 7" (12X12), 1993

- Veronica Lake/ Bratmobile split 7" (Simple Machines)

### Álbumes recompilatorios
- Kill Rock Stars compilation, CD/LP, (Kill Rock Stars)
- A Wonderful Treat compilation cassette
- The Embassy Tapes cassette
- Throw compilation CD (Yoyo Recordings)
- International Pop Underground live LP/CD/CS (K Records)
- Neapolitan Metropolitan boxed 7" set (Simple Machines)
- Teen Beat 100 compilation 7" (Teen Beat)
- Julep compilation LP/CD (Yo Yo)
- Wakefield Vol. 2 V/A CD boxed set (Teen Beat)
- Plea For Peace Take Action compilation CD (Sub City)
- Boys Lie compilation CD (Lookout! Records)
- Yo Yo A Go Go 1999 compilation CD (Yoyo Recordings)
- Lookout! Freakout Episode 2 compilation CD (Lookout! Records)
- Songs For Cassavetes compilation CD (Better Looking Records)
- Lookout! Freakout Episode 3 CD (Lookout! Records)
- Turn-On Tune-In Lookout! DVD (Lookout! Records)